# Thế kỷ 15

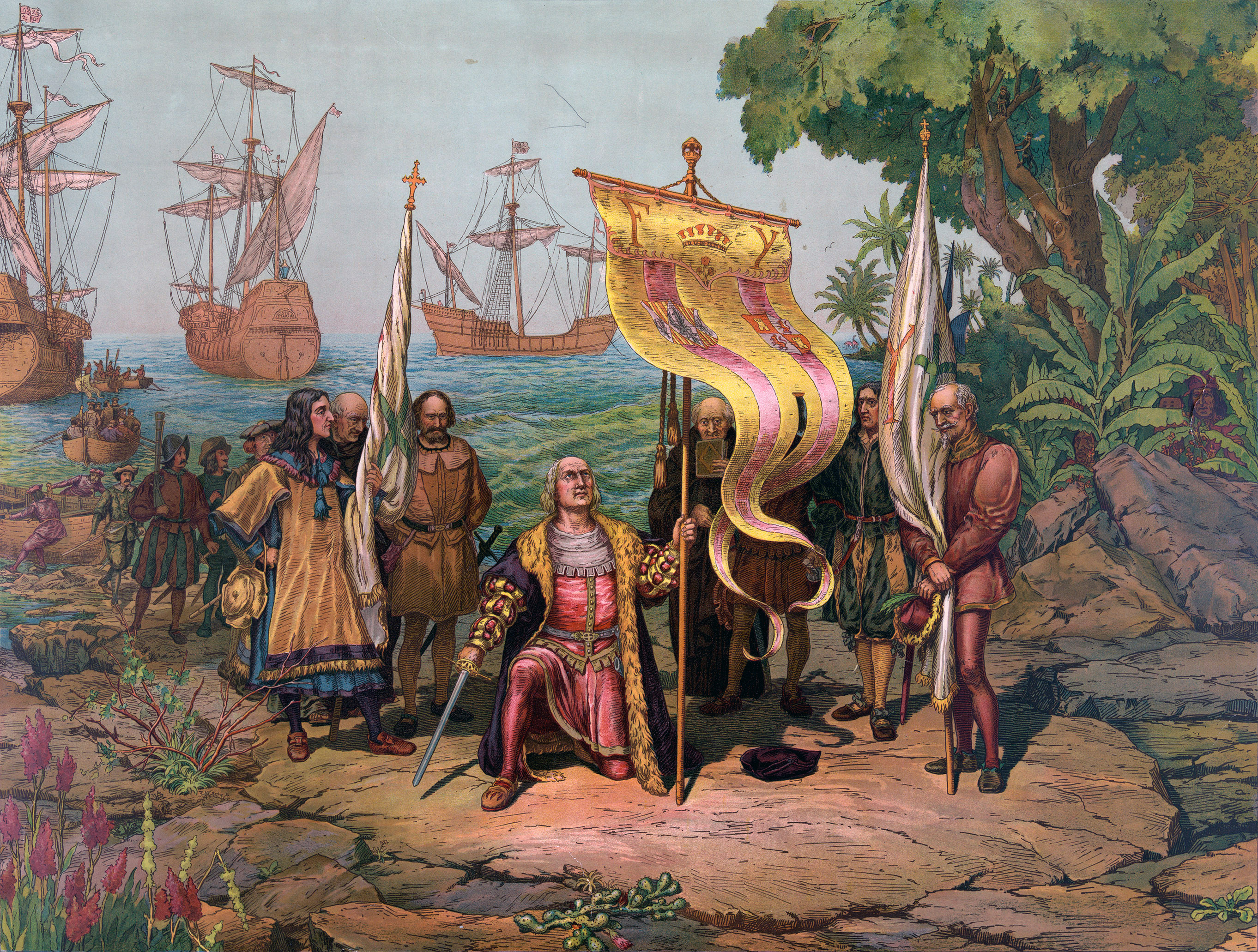
Tranh của Gergio Deluci năm 1893, Christopher Columbus đặt chân tới châu Mỹ năm 1492

Thế kỷ 15 (XV) là khoảng thời gian tính từ thời điểm năm 1401 đến hết năm 1500, nghĩa là bằng 100 năm, trong lịch Gregory.

## Sự kiện
Năm 1453 : Sự thất thủ của Constantinopolis đã đánh dấu sự kết thúc của Đế quốc Đông La Mã và cái chết của Hoàng đế La Mã cuối cùng là Constantine XI . Chấm dứt con đường tơ lụa mở ra thời đại khám phá và thời kỳ phục hưng diễn ra mạnh mẽ toàn bộ Châu Âu .Ottoman trở thành Đế quốc và là kẻ địch chính hầu hết các quốc gia Châu Âu.
Năm 1453 : Trận castillon trận chiến cuối cùng của Chiến tranh Trăm Năm giữa Anh-Pháp .Đại bác trở thành nhân tố chính quyết định trận chiến đầu tiên trong lịch sử Châu Âu
Năm 1492 : Christopher Columbus đổ bộ lên Châu Mỹ .
Năm 1494 : Đế quốc Tây Ban Nha và Đế quốc Bồ Đào Nha ký Hiệp ước Tordesillas và đồng ý phân chia Thế giới để thiết lập thuộc địa .